# فراری اف۴۳۰
فراری اف۴۳۰ (به ایتالیایی: Ferrari F430) یک خودروی اسپرت است که در سال‌های ۲۰۰۴–۲۰۰۹ توسط فراری در ایتالیا، تولید شده‌است. این خودرو جایگزین مدل ۳۶۰ به حساب می‌آید. فراری ۴۵۸ ایتالیا نیز به عنوان جایگزین این خودرو در ۲۸ ژولای ۲۰۰۹ رونمایی شد.
فراری اف ۴۳۰ یک خودروی دو نفره اسپرت با موتور ۸ سیلندر وی شکل با حجم ۴٫۳ لیتر و فدرت خروجی ۴۸۳ اسب بخار و شتاب صفر تا صد ۴ ثانیه‌است.‌‌‌‌ قیمت این خودرو بین ۱۸۶٫۰۰۰ تا ۲۱۷٫۰۰۰ دلار است. این فراری جزو فراری‌های بسیار موفق و پر فروش به حساب می‌آید و یکی از مدلهای محبوب برای کمپانی‌های تیونینگ خودرو به‌شمار می‌رود.

## مدل‌های مختلف
- F430 ساده
- F430 Spider ساده
- Ferrari F430 Calavera به معنای جمجمهٔ سر انسان (در زبان اسپانیایی)
- 2008 FERRARI 430 SCUDERIA
- SCUDERIA SPIDER 16M
- F430 TUNERO
- F430 Spider Hamann
- Black Miracle Hamann
- F430 Chalange

## مشخصات

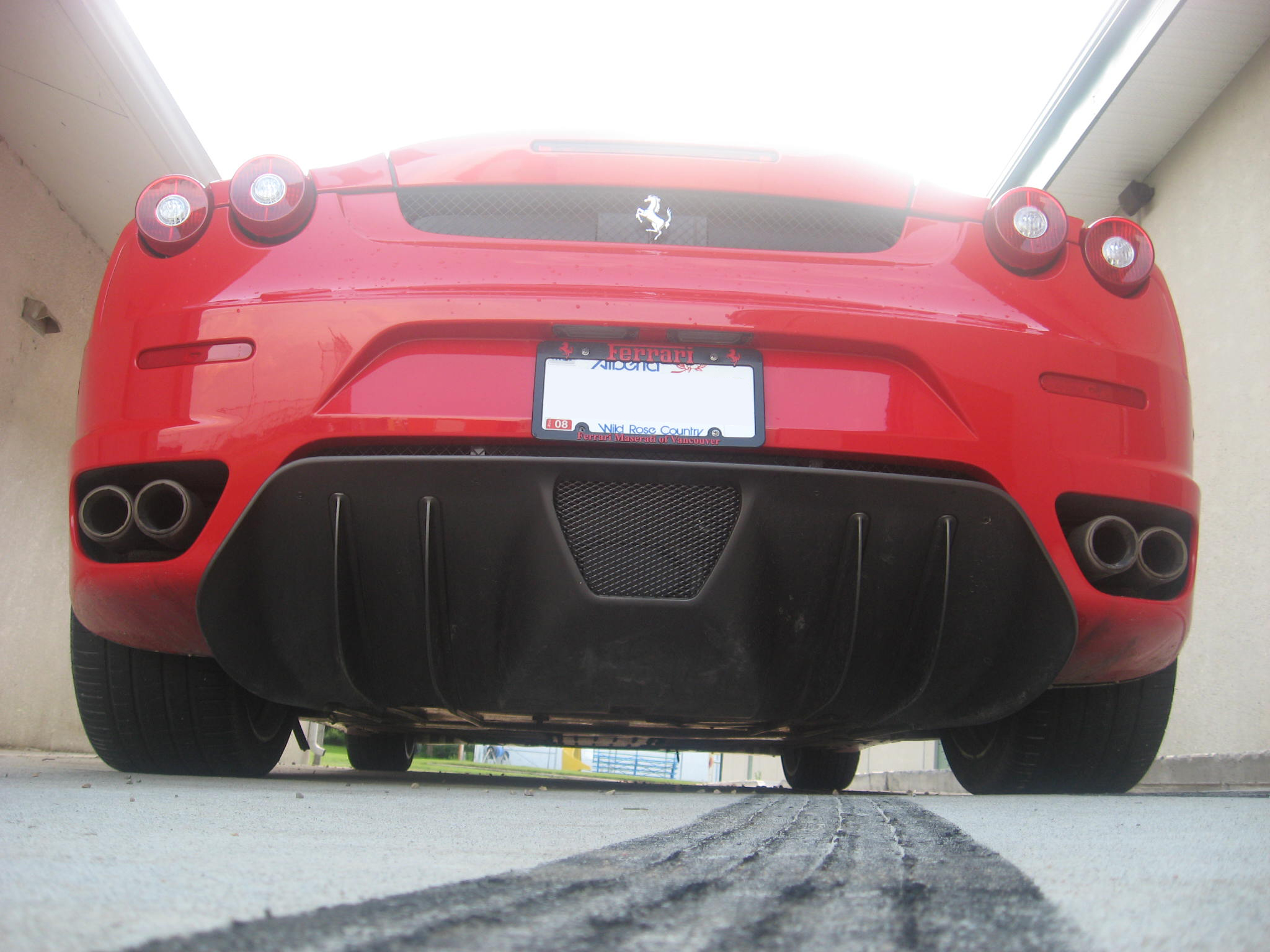
نمای پشت فراری اف۴۳۰

اف۴۳۰ دارای بدنه‌ای است که استایل آن به وضوح از فراری۳۶۰ الهام گرفته شده و اگر بهتر بگوییم همان ۳۶۰ است که هم زیباتر و هم به لحاظ آیرودینامیکی اصلاح شده! به هرحال آقای فرانک استیفانسون که سرپرست گروه طراحی خارجی این خودرو بوده، تمام تلاش خود را بکار گرفت تا اف۴۳۰ ظاهری متفاوت‌تر از سایر مدل‌ها نداشته باشد؛ به عنوان مثال چراغ‌های دوقلوی دایروی شکل عقب با الهام از انزو فراری شکل گرفت و سپر جلو نیز با آن ورودی هوای بیضوی شکلش یادآور مدل‌های مسابقه‌ای فراری در دهه شصت میلادی ازجمله فراری۱۵۶ یا فراری 250TR61 است.
طول و عرض و ارتفاع این خودرو را معادل ۴۵۱۲ میلی‌متر، ۱۹۲۳ میلی‌متر و ۱۲۱۴ میلی‌متر (۱۲۳۴ میلی‌متر در مدل اسپایدر) اعلام کرده؛ فاصله محوری آن نیز ۲۶۰۱ میلی‌متر است. بهره‌گیری از فریم‌های آلومینیومی وزن خالص F430 را به ۱۴۵۰ کیلوگرم می‌رساند.
شتاب صفر تا صد F430 کمتر از ۴٫۰ ثانیه، شتاب صفرتا ۱۶۰ آن ۸٫۳ ثانیه و حداکثر سرعتش بالغ بر ۳۱۵ کیلومتر برساعت است.
اف۴۳۰ مجهز به سیستم هوشمند ضدلغزش دیفرانسیل عقب است که توزیع گشتاور تولیدی موتور با توجه به پارامترهایی همچون زاویه چرخش فرمان یا شتاب جانبی وارده به خودرو را تنظیم می‌کند. مشخصه دیگر اف۴۳۰ فرمان به اصطلاح چندمنظوره آن است که با کلید قرار گرفته بر روی آن می‌توان کنترل پایداری، حساسیت پدال گاز، حالت تعلیق و در نهایت سیستم هوشمند ضدلغزش را فعال/غیرفعال نمود. رینگ‌های ۱۹ اینچی آلومینیومی آن ۷٫۵ اینچ در جلو و ۱۰ اینچ در عقب پهنا دارند.
مدل FERRARI F430 CALAVERA تیونینگ شده توسط شرکت Novitec Rosso شتاب ۰ تا ۱۰۰ را در ۳٫۵ ثانیه پر می‌کند و بعد از ۲۹٫۹ ثانیه به سرعت ۳۰۰ کیلومتر بر ساعت می‌رسد و سرعت آخر این ماشین ۳۴۸ کیلومتر برساعت می‌باشد که در سطح خیابان عدد بالایی است؛ و این سرعت آن دلیلی جز موتور قدرت مند ۸ سیلندری (چهار سوپاپ در هر سیلندر) ندارد، موتوری با قدرت ۷۰۷ اسب بخار در ۵۲۰ کیلو وات و نیز ۷۱۲ نیوتن متر. با سوپر شارژر دوقلو شرکت NOVITEC ROSSO که تولید تولید ۶۵۶ اسب بخار / ۴۸۲ کیلو وات انرژی می‌کند
سایز رینگ این خودرو برابر ۲۰ اینچ (۳۲۵/۲۵)که این سایز در مدل معمولی این خودرو برابر ۱۹ اینچ می‌باشد